# Samuel van den Hecken
Pour les articles homonymes, voir Van Hecke.
Samuel van den Hecken, né vers 1595 à Anvers et mort après 1637, est un peintre flamand.

## Biographie
Inscrit comme maître à la gilde de Saint-Luc d'Anvers en 1616-1617, Samuel van den Hecken semble avoir quitté les Pays-Bas du Sud : son nom est mentionné à Leyde en 1629, puis à Amsterdam en 1636-1637.
Son fils Abraham van den Hecken est également connu comme peintre.

## Œuvres
- Le Paradis terrestre, collection privée.